# Наконечний Віталій Олегович
Віталій Олегович Наконечний (2 серпня 1986, Калуш, Івано-Франківська область) — український гімнаст. На Чемпіонаті світу зі спортивної гімнастики в 2011 році змагався в командному багатоборстві, де збірна України зайняла 5 місце. Майстер спорту міжнародного класу.
У 2012 році був одним з представників національної команди України на літніх Олімпійський іграх, де боровся в «Чоловічому командному багатоборстві» та «Вправах на коні». Команда України в чоловічому багатоборстві тоді зайняла 4 місце. На «Вправах на коні» Наконечний зайняв 6 місце з загальною оцінкою 14.766.